# Lütgen-Sylda
Lütgen-Sylda ist eine Wüstung zwischen den heutigen Dörfern (Groß-)Sylda und Alterode im Landkreis Mansfeld-Südharz in Sachsen-Anhalt, Deutschland. Die vermutlich slawische Nebensiedlung von (Groß)-Sylda wurde wahrscheinlich im 9. oder 10. Jahrhundert gegründet und bestand aus 4–5 Höfen. Unweit der alten Dorfstätte ist eine alte Wassermühle überliefert.

## Geschichte
Lütgen-Sylda wurde mehrfach urkundlich erwähnt: Um das Jahr 1280 tauchte ein Lutken Silede in einer Urkunde des Burgmanns Gernrod auf dem Arnstein auf, als dieser dem Kloster zu Wiederstedt zwei Hufen Land zum Eintritt seiner Tochter Mechthild in die Klostergemeinschaft versprach. Um 1286 vermachte derselbe Burgmann dem Kloster Wiederstedt zwei weitere Hufen und zwei Höfe zu Lutken Silede. Diese Übergabe wurde später in weiteren Urkunden bekräftigt.
Im Jahre 1288 wurde urkundlich erwähnt, dass die Brüder Albrecht und Ludwig von Hackeborn dem Kloster zu Wiederstedt vier Hufen und drei Höfe zu Lutgen Silede schenkten.
Das Kloster zu Wiederstedt überließ am 25. Mai 1383 dem Stift zu Quedlinburg u. a. Güter in Lutteken Silde, die jährlich zwei Schillinge Groschen zinsten.
Am 13. Juli 1387 wird Lutteken Silde in einer Urkunde über den Verkauf der Herrschaft Arnstein von den Grafen zu Regenstein an die Grafen von Mansfeld erwähnt.
Der Ort wird weiterhin in Lehensbriefen der Herzöge von Sachsen an die Grafen von Mansfeld erwähnt, darunter im Juli 1486 als Lutken Sylda in einer Urkunde Herzog Albrechts und am 9. Dezember 1581 in einer Urkunde Herzog Georgs von Sachsen als Lüttke Sylda.
In alten Flurnamen vor Ort finden sich Hinweise auf das untergegangene Dorf, so gibt es den Lütgen Syldaer Berg, die Schweinskirche und die Dorfstette.